# Polykárpi (ort i Grekland, Mellersta Makedonien)
Polykárpi är en ort i Grekland.   Den ligger i prefekturen Nomós Péllis och regionen Mellersta Makedonien, i den norra delen av landet, 400 km norr om huvudstaden Aten. Polykárpi ligger 160 meter över havet och antalet invånare är 1 049.
Terrängen runt Polykárpi är varierad. Runt Polykárpi är det ganska tätbefolkat, med 75 invånare per kvadratkilometer. Närmaste större samhälle är Aridaía, 6,2 km nordost om Polykárpi. Omgivningarna runt Polykárpi är en mosaik av jordbruksmark och naturlig växtlighet.